# Промискуитет
Промискуите́т (от лат. prōmiscuus «без разбора», «общий») — беспорядочная, ничем и никем не ограниченная половая связь со многими партнёрами. Термин применяется в двух различных значениях: для описания предполагаемой формы половых отношений в первобытном человеческом обществе до образования семей и для описания беспорядочных половых связей индивида.
Исторический термин «промискуитет» был введён в XIX веке для обозначения предполагаемой стадии неупорядоченных половых отношений в первобытном человеческом обществе, предшествовавших возникновению брака и семьи. Впервые был доказан Льюисом Морганом в книге «Древнее общество», наблюдавшим за коренным населением Америки, Гавайских островов, Африки и Австралии.
Учёные отмечают, что в пользу существовавшего среди дальних предков человека парного брака свидетельствует наличие у современных мужчин несомненной потребности (в разной степени развитой) заботиться о своей женщине и её детях.
В сексологии термин «промискуитет» используется для обозначения хаотичных половых сношений с многочисленными партнёрами. Промискуитет встречается как среди мужчин, так и среди женщин любых сексуальных ориентаций. Иногда промискуитет порождается патологически высоким либидо, однако некоторые сексологи считают, что промискуитет не следует путать с проявлениями гиперсексуальности (нимфомания, сатириазис).
Пол Эрлих связал мужской промискуитет с эффектом Кулиджа (появление новой самки поощряет копуляцию у самцов животных).